# La revista bilingüe
The Bilingual Review/La revista bilingüe es un revista científica de la Universidad Estatal de Arizona. La revista especializa en literatura hispana. Cada año, publica tres números.